# Charles Warren

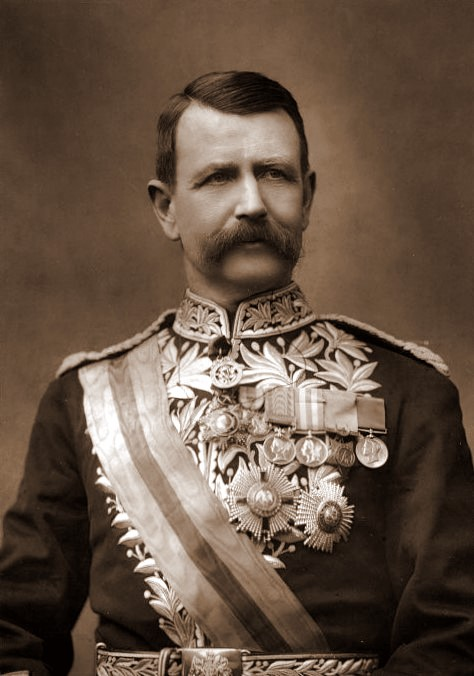
Sir Charles Warren

Sir Charles Warren, GCMG, KCB, FRS, (* 7. Februar 1840 in Bangor, Gwynedd; † 21. Januar 1927 in Somerset) war ein britischer Archäologe, General und Chef der Londoner Polizei.

## Leben
Charles Warren, Sohn des Major-General Sir Charles Warren sr., besuchte die Grammar Schools in Bridgnorth und in  Wem. Im Jahre 1854 wechselte er vom Cheltenham College erst zum Military College in Sandhurst und dann zur Royal Military Academy in Woolwich, die er von 1855 bis 1857 besuchte.
Am 27. Dezember 1857 trat er als Second Lieutenant den Royal Engineers, dem Pionierkorps der britischen Armee, bei. 1864 heiratete er Fanny Haydon, mit der er insgesamt drei Kinder bekam. Nur ein Jahr später, 1865, wurde er Ausbilder für Vermessungstechnik an der Royal School of Military Engineering im südenglischen Chatham.
Mit dem Palestine Exploration Fund reiste er im Jahre 1867 nach Palästina und trug zu einigen archäologischen Funden, unter anderem der sogenannten Mescha-Stele, bei. Auch seine Untersuchung der antiken Topographie von Jerusalem und speziell des Tempelberges (hebräisch Har HaBeit, arabisch al-Haram Asch-Scharif) und seiner unterirdischen Gänge dienen noch heute (wo weitere Untersuchungen aus politisch/religiösen Gründen meist unmöglich sind) als Basis der Forschung. Daran beteiligt war auch der junge Lord Kitchener von den Royal Engineers und Charles William Wilson. Seine wichtigste Entdeckung in diesem Zusammenhang ist der sogenannte „Warren-Schacht“, Teil der antiken Wasserversorgung Jerusalems. Mit gesammelten 60.000 Pfund konnte die Stiftung in der Folge auch Zentral-Jordanien und die alten Philister-Gebiete untersuchen. Für seine Untersuchungen wurde er 1884 als Fellow in die Royal Society in London aufgenommen.
Durch eine Krankheit war er 1870 gezwungen, nach Großbritannien zurückzukehren, und diente nach seiner Genesung in den Jahren 1872 bis 1876 in der Artillerieschule in Shoeburyness. Nach dieser Zeit wurde er erstmals nach Südafrika beordert, um an der Grenze zum Oranje-Freistaat Dienst zu tun. Im Transkei-Krieg 1877 bis 1878 wurde er bei Perie Bush schwer verwundet. In der Folge wurde er zum (Brevet-)Lieutenant-Colonel befördert und als Beauftragter für Ureinwohnerfragen in Betschuanaland eingesetzt und bekämpfte dort einen Aufstand. 1879 wurde er zum Verwalter von Griqualand West ernannt.
Im Jahre 1880 kehrte Warren nach Großbritannien zurück und wurde Chefausbilder für Vermessungstechnik der School of Military Engineering. Diesen Posten behielt er fast ununterbrochen bis 1884 inne. 1882 jedoch wurde er kurzzeitig in den Sinai entsandt, um Professor Edward Henry Palmer ausfindig zu machen und herauszufinden, was mit seiner Expedition geschehen war. Er entdeckte schließlich, dass diese Expedition ausgeraubt und alle Mitglieder ermordet worden waren, doch konnte er die Täter überführen. In der Folge erhielt er mehrere hohe Auszeichnungen, unter anderem den Titel „Knight of Justice“ des Order of Saint John.
Im Dezember 1884 bekam er das Kommando über eine Militärexpedition (die „Warren Expedition“ mit rund 4.000 Mann und den ersten Beobachtungs-Fesselballons, die im britischen Militär eingesetzt wurden) ins Betschuanaland, um sicherzustellen, dass die britischen Interessen gewahrt wurden und die Buren-Freistaaten Stellaland und Goshen, die von Transvaal und Deutschland unterstützt wurden, kein Land mehr vom Eingeborenenstamm der Botswana hinzugewannen. Warren gelang es, diesen Befehl ohne großes Blutvergießen auszuführen, und er wurde ein Jahr später zum Knight Grand Cross des Order of St. Michael and St. George erhoben.
1885 kandidierte er vergeblich als unabhängiger liberaler Kandidat für das House of Commons.
1886 wurde er als Kommandant der im Sudan liegenden Hafenstadt Suakin berufen. Suakin und Wadi Halfa, in der Nähe der ägyptischen Grenze, waren in dieser Zeit die einzigen von anglo-ägyptischen Truppen gegen den Mahdi-Aufstand gehaltenen Orte im Sudan. Er blieb jedoch nur wenige Wochen, da er zum Commissioner of Police of the Metropolis, dem Bevollmächtigten für die Londoner Polizei ernannt wurde. Gleichzeitig wurde er zum Major-General der britischen Armee befördert. In den Jahren 1887 bis 1888 diente er bei der Londoner Polizei. Mit seinem militärischen Drill und der Sorge für scheinbare Nebensächlichkeiten wie solides Schuhwerk stand er dabei ebenso in der Kritik wie durch die gewaltsame Auflösung einer Demonstration britischer Radikaler (Radical Federation) und Arbeiter am Trafalgar Square („Bloody Sunday“, 13. November 1887. Es ging um die Verhaftung eines irischen Parlamentsmitglieds in Zusammenhang mit Unruhen in Irland, aber auch um die hohe Arbeitslosigkeit aufgrund der Rezession ab den 1870er Jahren bis fast zur Jahrhundertwende). In seiner Dienstzeit war es auch, als der berüchtigte Serienmörder Jack the Ripper sein Unwesen trieb. Der Polizei gelang es unter Warren nicht, den Mann zu fassen. Der ständigen Kritik der Presse begegnete er in unkluger Weise durch öffentliche Unterstützung von Bürgerwehren. Da er außerdem als Liberaler im Konflikt mit dem Innenministerium (Home Office) unter dem Konservativen (Tory) Henry Matthews stand, was zu ständigen Intrigen in seinem Amt führte, nahm er am 9. November 1888 seinen Hut und schied aus dem Polizeidienst aus. 1888 wurde er als Knight Commander des Order of the Bath (KCB) ausgezeichnet.
Er kehrte zu Beginn des Folgejahres wieder in den aktiven Militärdienst zurück und wurde als Kommandant der Garnison in Singapur abkommandiert, wo er fünf Jahre die Truppen in den „Strait Settlements“ kommandierte und die Festungsartillerie installierte. Erst 1894 kehrte er nach Großbritannien zurück und kommandierte zwischen 1895 und 1897 den Thames District, inzwischen im Rang eines Lieutenant-General. Im selben Jahr ging er jedoch im Alter von 57 Jahren in Pension.
1899 mit Ausbruch des Burenkrieges ließ er sich wieder in den aktiven Dienst versetzen und wurde zum Kommandanten der Fünften Division der South African Field Force ernannt. Als General Redvers Buller den zweiten Angriff zum Entsatz der Stadt Ladysmith startete, erhielt er in der Schlacht von Spion Kop am 23./24. Januar 1900 das Kommando über die eingesetzte Streitmacht. Unter seinem Kommando kam es trotz nomineller Überlegenheit zu einer der verheerendensten britischen Niederlagen im gesamten Burenkrieg. Britische Militärhistoriker wie Farwell gaben seinen grotesken Fehleinschätzungen, zögerndem Verhalten und Verzettelung in Nebensächlichkeiten wie den Zustand der Ochsen in der Armee die Schuld. Allerdings gelang ihm, in der folgenden Offensive in Natal mit der Erzwingung des Übergangs über den Tugela River und mit einem Sieg bei Pieters Hill zum erfolgreichen Entsatz von Ladysmith beizutragen. Im August 1900 wurde er nach Großbritannien zurückbeordert. Er nahm einen hohen Verwaltungsposten in der Kap-Kolonie an und wurde 1904 zum General und 1905 zum Colonel-Commandant der Royal Engineers ernannt, ging aber im selben Jahr endgültig in Pension.
1908 führte er eine eigene Gruppe innerhalb der von seinem Schulfreund und Armeekollegen Robert Baden-Powell gegründeten Pfadfinder-Bewegung. Er starb am 21. Januar 1927 an einer Lungenentzündung infolge einer Grippeerkrankung in seinem Haus in Weston-super-Mare in Somerset und wurde auf dem Friedhof im Dorf Westbere in Kent neben seiner Frau beigesetzt.
Warren war ein aktiver Freimaurer und First Master of the First Lodge, die speziell zur Erforschung der Freimaurerei gegründet wurde.

## Werke
- mit Charles Wilson: The Recovery of Jerusalem. A Narrative of Exploration and Discovery in the City and the Holy Land. D. Appleton & Company, New York 1871 Archive
- Underground Jerusalem: An Account of Some of the Principal Difficulties Encountered in its Exploration and the Results Obtained. With a Narrative of an Expedition through the Jordan Valley and a Visit to the Samaritans. Richard Bentley and Son, London 1876 Archive
- The Temple or the Tomb. Richard Bentley and Son, London 1880 Archive
- mit Claude Reignier Conder: The Survey of Western Palestine. Jerusalem. London 1884 Archive
- On the Veldt in the Seventies. Isbister and Co., London 1902 Archive
- The Ancient Cubit and Our Weights and Measures. London 1903 Archive
- The Early Weights and Measures of Mankind. London 1913 Archive

- Palestinian Exploration Quarterly 1869/70 enthält die Berichte von Warren u. a. (davon gibt es auch Reprints)